# مصطفى ألاسان
مصطفى ألاسان (بالفرنسية: Moustapha Alassane)‏ هو صانع أفلام وكاتب سيناريو ومخرج وممثل نيجري، ولد في 1942 في دجوغو ‏ في بنين، وتوفي في 17 مارس 2015 في واغادوغو في بوركينا فاسو.

## وصلات خارجية
- مصطفى ألاسان على موقع IMDb (الإنجليزية)
- مصطفى ألاسان على موقع ألو سيني (الفرنسية)
- مصطفى ألاسان على موقع أول موفي (الإنجليزية)
- مصطفى ألاسان على موقع قاعدة بيانات الفيلم (الإنجليزية)
- مصطفى ألاسان على موقع كينوبويسك (الروسية)